# Portet-sur-Garonne
Portet-sur-Garonne (okcitansko Portèth de Garona) je južno predmestje Toulousa in občina v južnem francoskem departmaju Haute-Garonne regije Jug-Pireneji. Leta 2011 je naselje imelo 9.510 prebivalcev.

## Geografija
Naselje leži v pokrajini Languedoc ob izlivu reke Ariège v Garono, 11 km južno od središča Toulousa. Na ozemlju občine se delno nahaja letališče Francazal, sedež državne službe za raziskave okolja.

## Uprava
Portet-sur-Garonne je sedež istoimenskega kantona, v katerega so poleg njegove vključene še občine Eaunes, Labarthe-sur-Lèze, Lagardelle-sur-Lèze, Pins-Justaret, Pinsaguel, Roques-sur-Garonne, Roquettes, Saubens in Villate s 40.326 prebivalci.
Kanton Portet-sur-Garonne je sestavni del okrožja Muret.

## Zanimivosti
- Muzej spomina, nekdanje koncentracijsko taborišče Récébédou,
- cerkev sv. Martina,
- Château de la Creuse,
- Piramida, meja med Akvitanijo in Languedocom.